# Krokodil Dundee 2.
A Krokodil Dundee 2. (eredeti címe: Crocodile Dundee II) 1988-as ausztrál akcióvígjáték, amelyet John Cornell rendezett. A forgatókönyvet Brett és Paul Hogan készítette. A produkció főszerepében Hogan, Linda Kozlowski és John Meillon. 1988. május 20-án mutatták be Ausztráliában. Magyarországon 1989. április 13-tól vetítették a mozikban.
Első részét 1986-ban mutatták be Krokodil Dundee címmel. Folytatása, a Krokodil Dundee Los Angelesben 2001-ben jelent meg.

## Cselekmény
Mick Dundee és Susan Charlton boldogan élnek együtt New Yorkban. Bár Mick tapasztalatlan a városi életben, Susan írói tehetségének köszönhetően népszerűnek számít. Mick Leroy Brownhoz, egy írószer-kereskedőhöz megy dolgozni. Ezalatt Susan voltférje, Bob, kompromittáló fényképeket készít Kolumbiában egy drogkartell vezéréről. Bob elküldi a fényképeket a nőnek, mielőtt meggyilkolják, a kartellvezető Luis Rico és csapata pedig New Yorkba indulnak, hogy azokat megsemmisítsék.
A gengszterek túszul ejtik Susant egy kastélyban, Mick pedig segítséget kér Leroy-tól. Leroy egy bandát küld, akik elterelik az őrök figyelmét, amíg Mick megmenti Susant. Mick úgy dönt, hogy Ausztráliába viszi Susant, hogy ismerős terepen tudják magukat megvédeni. Micket barátai boldogan üdvözlik, a pár pedig elrejtőzik Mick saját földjén.
Rico és emberei Ausztráliáig követik őket, ahol felbérelnek néhány helybélit, hogy segítsenek nekik, de a nyomkeresőjük cserben hagyja őket, mikor megtudja, hogy Micket keresik. Ricóék foglyul ejtik Mick barátját, Waltert, aki ráveszi őket, hogy a nyomkövetőjükké tegyék. Walter hamis nyomra vezeti őket, Mick és társai pedig egyenként iktatja ki a gengsztereket. 
Rico meggyújtja a száraz bozótost, hogy sarokba szorítsa Micket, de Mick túljár az eszén. A férfi ruhát cserél Ricóval, így véletlenül Ricót lövik meg. A lövöldözésben az utolsó gengszter is meghal, Susan és Mick pedig úgy döntenek, hogy maradnak még Ausztráliában.

## Szereplők
| Szerep                        | Színész            | Magyar hangja      |
| ----------------------------- | ------------------ | ------------------ |
| Michael "Krokodil" Dundee     | Paul Hogan         | Fülöp Zsigmond     |
| Sue Charlton                  | Linda Kozlowski    | Menszátor Magdolna |
| Walter Reilly                 | John Meillon       | Gera Zoltán        |
| Luis Rico                     | Hechter Ubarry     | Józsa Imre         |
| Miguel                        | Juán Fernández     | Kaszás Attila      |
| Leroy Brown                   | Charles S. Dutton  | Ujlaki Dénes       |
| Brannigan                     | Kenneth Welsh      | Szersén Gyula      |
| kábítószerellenes ügynök (WC) | Stephen Root       | Kerekes József     |
| Bob Tanner                    | Dennis Boutsikaris | Varga T. József    |
| Garcia                        | Carlos Carrasco    | Dengyel Iván       |
| Jose                          | Luis Guzmán        | Hankó Attila       |
| Doris                         | Marilyn Sokol      | Földessy Margit    |
| Charlie                       | Ernie Dingo        | Haás Vander Péter  |
| Gyémántszem                   | Mark Saunders      | Hankó Attila       |
| Frank                         | Gus Mercurio       | Makay Sándor       |
| Donk                          | Steve Rackman      | Gruber Hugó        |
| Nugget                        | Gerry Skilton      | n.a                |
| Ida                           | Maggie Blinco      | Dallos Szilvia     |
| Erskine                       | Jim Holt           | Csankó Zoltán      |
| Denning                       | Alec Wilson        | Sörös Sándor       |
| Teddy                         | Bill Sandy         | n.a                |
| Meg (turista)                 | Betty Bobbitt      | Magda Gabi         |
| fiatal rendőr                 | Gregory Jbara      | n.a                |
| gengszter a metróban          | Anthony Crivello   | Jakab Csaba        |
| idegenvezető                  | Susie Essman       | n.a                |

## Fogadtatás

### Kritikai visszhang
A filmet gyengének ítélték a filmkritikusok. A Rotten Tomatoeson 9%-os minősítést ért el 33 értékelés alapján, az összefoglaló szerint: „A Krokodil Dundee 2. az elődje azonos poénját meséli el újra, és egyre csökkenő haszonnal a franchise élvezhetősége a mélybe süllyed.” Desson Thomson a Washington Posttól azt írta: „Nem annyira követi, mint inkább vonszolja magát, mint egy aligátor a szárazföldön.” Janet Maslin a New York Timestól azt írta: „Az előzőnek volt újdonsága, ami fenntartotta, és ezúttal az újdonság kezd elkopni, még akkor is, ha Hogan úr általában véve ellenállhatatlan marad.” A Variety azt írta: „Túl lassú ahhoz, hogy kalandnak minősüljön, és túl kevés a nevetés ahhoz, hogy vígjáték legyen.”
A MetaCritic 41 pontot adott a 100-ból 12 vélemény alapján.

### Bevétel adatai
A Box Office Mojo szerint a film 109 millió dolláros bevételt ért el, a költségvetésről nincs adat.